# Anya Berger
Anya Berger, auch Anna Bostock (geboren als Anna Zisserman 1923 in Harbin, China; gestorben 23. Februar 2018 in Genf), war eine russisch-britische Übersetzerin, Intellektuelle und Feministin.

## Leben
Anna Zisserman war eine Tochter von Wladimir Zisserman und Matilda Glogau. Ihr Vater war Gutsbesitzer in Russland gewesen und nach der Russischen Revolution ins Ausland geflohen. Ab 1936 lebte sie in der jüdischen Familie ihrer Mutter in Wien und besuchte dort die Schule. Nach dem „Anschluss Österreichs“ fuhr sie auf Einladung einer Engländerin 1938 allein nach Großbritannien. Zisserman besuchte die St Paul’s Girls’ School in London, die einige Freiplätze an Flüchtlingskinder vergab. Sie begann während des Krieges ein Sprachenstudium in Oxford, gab das Studium aber auf, um bei Reuters als kriegswichtige Übersetzerin für Russisch zu arbeiten.
Im Jahr 1942 heiratete sie den Nachrichtendienstoffizier Stephen Bostock; sie hatten zwei Kinder, Nina und Dima. Nach Kriegsende wurde die Ehe geschieden. Bostock ging nach New York, um als Übersetzerin bei den Vereinten Nationen zu arbeiten. Der Vater entführte die Kinder aus New York nach England, der Sorgerechtsstreit ging vor Gericht und in die Presse.
Anna Bostock kehrte nach London zurück, wo sie Teil eines Linksintellektuellenkreises um Eric Hobsbawm, Doris Lessing und Mordecai Richler wurde. Sie fand Beschäftigungen als Literaturkritikerin beim Manchester Guardian und als Lektorin bei den Verlagen Methuen und Hutchinson und begann Bücher aus dem Russischen und Deutschen ins Englische zu übersetzen. Unter ihrem Namen Anna Bostock übersetzte sie unter anderem Werke von Trotzki, Lenin, Karl Marx, Ernst Fischer, György Lukács, Ilja Ehrenburg, Wilhelm Reich  und auch ein Katzenbuch von Paul Eipper. Mit dem Künstler Peter de Francia hatte sie eine Beziehung, sie übertrugen gemeinsam Le Modulor von Le Corbusier ins Englische. Anna Bostock und Peter de Francia standen 1958 in der Widmung von John Bergers Debütroman A Painter of Our Time; den Schriftsteller kannte sie seit 1951. Sie lebte von nun an mit Berger zusammen; sie hatten zwei Kinder, die Tochter Katya und den Sohn Jacob. Sie übersetzten zusammen Texte von Helene Weigel und Gedichte von Bertolt Brecht.
Im Jahr 1958 änderte sie ihren Namen mittels Deed poll in Anya Berger. Mit John Berger reiste sie auf dem Motorrad durch Europa und kam dabei auch zum ersten Mal in die Sowjetunion. Sie lebten dann in Genf, wo sie wieder als Übersetzerin für die UN arbeiten konnte. Anya Berger engagierte sich in der entstehenden neuen Frauenbewegung. John Berger widmete ihr und ihren „Schwestern aus der Frauenbewegung“ 1972 den Roman G. Die Partnerschaft mit John Berger endete in den 1970er Jahren. Ihre letzte Übersetzung war 1993 Gesture and Speech von André Leroi-Gourhan.

## Übersetzungen (Auswahl)
- Ilja Ehrenburg: Julio Jurenito. Übersetzung Anna Bostock und Yvonne Kapp. London : MacGibbon & Kee, 1958
- Bertolt Brecht: Poems on the theatre. Übersetzung John Berger, Anna Bostock. Northwood : Scorpion Press, 1961
- Ernst Fischer: Art against ideology. London : Allen, 1969
- Walter Benjamin: Understanding Brecht. Einführung Stanley Mitchell. London : N L B, 1973
- Georg Lukács: Soul and form. London : Merlin Press 1974
- Ernst Fischer: The necessity of art : a Marxist approach. Harmondsworth, Eng. : Penguin Books, 1981